# Devis Da Canal
Devis Da Canal (* 18. Juli 1976 in Sterzing) ist ein ehemaliger italienischer Biathlet.
Devis Da Canal aus Mareit startete für den SV Ridnaun. Der Südtiroler betrieb Biathlon seit 1989. 1998 bestritt er bei den Weltmeisterschaften im Sommerbiathlon in Osrblie seine ersten internationalen Wettkämpfe und wurde Zehnter im Sprint und 17. in der Verfolgung. Zu Beginn der Saison 1998/99 debütierte da Canal im Biathlon-Weltcup. Seine ersten Wettkämpfe bestritt er in Hochfilzen. Nach dem 46. Rang im Einzel gewann er als 23. im Sprint erste Weltcuppunkte. Beim Saisonhöhepunkt, den Biathlon-Weltmeisterschaften 1999 am Holmenkollen in Oslo wurde er 52. im Einzel. Die folgende Saison wurde die erfolgreichste des Italieners. Unter anderem erreichte er zwei Platzierungen unter den Top Ten, bestes Ergebnis war der zweite Rang im Sprint von Chanty-Mansijsk. In der Weltcup-Gesamtwertung belegte er den guten 32. Platz. Bestes Ergebnis bei den Weltmeisterschaften des Jahres, die erneut in Oslo stattfand, erreichte er Platz 22 im Einzel, 35 im Sprint und 34 in der Verfolgung. Zudem erreichte er mit der Staffel beim WM-Rennen in Lahti Platz fünf. Im September 2000 stuerzte er auf der Rollerstrecke in Oberhof und verletzte sich schwer an der Wirbelsaeule. Nach dieser schweren Verletzung gelang es ihm nicht mehr an seine vorherigen Leistungen anzuknuepfen. Er holte noch einen Podiumsplatz mit der Staffel in Antholz, beendete aber 2005 seine Karriere. ali3z

## Biathlon-Weltcup-Platzierungen
Die Tabelle zeigt alle Platzierungen (je nach Austragungsjahr einschließlich Olympische Spiele und Weltmeisterschaften).
- 1.–3. Platz: Anzahl der Podiumsplatzierungen
- Top 10: Anzahl der Platzierungen unter den ersten zehn (einschließlich Podium)
- Punkteränge: Anzahl der Platzierungen innerhalb der Punkteränge (einschließlich Podium und Top 10)
- Starts: Anzahl gelaufener Rennen in der jeweiligen Disziplin

| Platzierung | Einzel | Sprint | Verfolgung | Massenstart | Staffel | Gesamt |
| ----------- | ------ | ------ | ---------- | ----------- | ------- | ------ |
| 1. Platz    |        |        |            |             |         |        |
| 2. Platz    |        | 1      |            |             |         | 1      |
| 3. Platz    |        |        |            |             | 1       | 1      |
| Top 10      |        | 1      |            | 1           | 9       | 11     |
| Punkteränge | 3      | 4      | 5          | 1           | 18      | 31     |
| Starts      | 13     | 26     | 15         | 1           | 18      | 73     |